# MUSIC STATION SUPER LIVE
《MUSIC STATION ULTRA SUPER LIVE》（日语：ミュージックステーション ウルトラスーパーライブ、簡稱Mステ ウルトラSUPER LIVE）是日本朝日電視台音樂節目《MUSIC STATION》所製作的特别現場直播節目，以現場演唱會的形式邀請當年熱門的藝人組合進行演出。播出時間是每年12月中下旬的週五，自日本時間19:00開始，進行超過4小時的電視直播。同時也透過廣播同步直播。

## 简介
SUPER LIVE是每週五在朝日電視台播出的長壽音樂節目《MUSIC STATION》的年末特别音樂節目，自1992年開始。從2018年（第27回）開始，由塔摩利和朝日電視台播報員並木萬里菜擔任綜合主持人。
每年邀请20-40余组当红艺人参演，表演时下热门歌曲或经典名曲。自2005年起固定于千葉縣千葉市的幕張展覽館举行，每年有5000名观众在现场观看演出。
2019年起以幕張展覽館和朝日電視台總部大廈併用為二元主會場。2020年因應新冠肺炎疫情，幕張展覽館為主會場，朝日電視台第一攝影棚為副會場，以分散演出者。
相比NHK每年底举办的《NHK红白歌合戰》，SUPER LIVE中没有短剧、合唱等令部分艺人不太接受的环节，仅仅是让艺人按照自己的理念进行纯粹的音乐演出。

### 节目历史
第一次SUPER LIVE在1992年12月18日于千叶县浦安市的东京湾NK大厅进行，共邀请了15组艺人进行了两个半小时的直播演出。
此後慣例在每年12月的最後或倒數第二個星期五進行直播，初期標題基本形式為『MUSIC STATION Special SUPER LIVE』。
其后每年的参演艺人数量和演出时间都逐年提升，到1990年代末节目已经达到了4小时的规模。艺人也逐渐由15组增加到40余组。
2003年（第12回）起標題形式固定為『MUSIC STATION SUPER LIVE』。
2019年（第28回）和2015年起每年九月播出的大型特別節目「MUSIC STATION ULTRA FES（日语：MUSIC STATION ウルトラFES）」合併為『MUSIC STATION ULTRA SUPER LIVE（日语：MUSIC STATION ウルトラSUPER LIVE）』，直播時間長達史上首次的11小時10分鐘。2020年～2021年由於新冠肺炎疫情影響，繼續維持兩節目合併的『ULTRA SUPER LIVE』形式，但直播時間縮短至6小時10分鐘。

### 出演艺人
以取代NHK红白歌合戰为目标而开始的SUPER LIVE，因为几乎没有演歌歌手参加，所以J-POP歌手参加的数量相对红白歌合戰大幅增加，某些从不在红白歌合戰出场的艺人组合相反会在SUPER LIVE出场，因此也造成每年SUPER LIVE的演出阵容相对比红白歌合戰要更为豪华。
出演艺人一般在本年度的MUSIC STATION常规节目中已出场过，迄今只有globe（1995年）、稻叶浩志（1998年、个人活动）、幸田来未、BoA（2001年）、羞耻心（2008年）、凛冽时雨（2012年）、HIKAKIN&SEIKIN、BTS、松崎名央、渡边直美（2017年）这些艺人是在SUPER LIVE中完成MUSIC STATION的首演。

### 观看演出
不同于MUSIC STATION常规节目中只限定女性观众或出演艺人粉丝俱乐部会员可以到现场观看的规定，SUPER LIVE中男性观众也能参与。入场资格采用提前抽选方式进行决定。

## 海外播出
台灣將該特別節目譯為《MUSIC STATION新春豪華版》，由緯來日本台在每年元旦晚間6時整（台灣時間）播出，並於農曆新年期間選擇一天重播。
近年因應節目標題改為『MUSIC STATION ULTRA SUPER LIVE』，緯來日本台中文翻譯亦改為《MUSIC STATION年度超豪華盛典》。
香港方面則由J2在每年元旦後最近的首兩個星期六早上9時（香港時間）分拆成兩部分播出。目前已取消播出

## 舉行場地
| 舉行年          | 場地                                  | 總動員人數                 | 備考            |
| --------------- | ------------------------------------- | -------------------------- | --------------- |
| 1992年 - 2003年 | 東京BAY NK Hall （千葉縣浦安市）      | 5,000人 （總計：60,000人） |                 |
| 2004年          | 埼玉超級競技場 （埼玉縣埼玉市中央區） | 12,000人                   | 僅1年的限定舉辦 |
| 2005年 - 2007年 | 幕張展覽館 （千葉縣千葉市美濱區）     | 4,000人 （總計：12,000人） |                 |
| 2008年 -        | 幕張展覽館 （千葉縣千葉市美濱區）     | 5,000人 （總計：15,000人） |                 |

至2010年止，觀眾動員人數大約為99,000人。